# The Blue Fox
The Blue Fox è un serial del 1921 diretto da Duke Worne. In quindici episodi, ciascuno di due rulli, fu prodotto e distribuito dalla Arrow Film Corporation.

## Produzione
Il serial fu prodotto dalla Arrow Film Corporation.

## Distribuzione
Distribuito dalla Arrow Film Corporation, il primo episodio del serial, Message of Hate, uscì nelle sale il 9 maggio 1921.

### Episodi
1. Message of Hate (9 maggio 1921)
2. Menace from the Sky (16 maggio 1921)
3. Mysterious Prisoner (23 maggi 1921)
4. A Perilous Ride (30 maggio 1921)
5. A Woman's Wit (6 giugno 1921)
6. A Night of Terror (13 giugno 1921)
7. Washed Ashore (20 giugno 1921)
8. A Perilous Leap  (27 giugno 1921)
9. Lost Identity (4 luglio 1921)
10. In Close Pursuit (11 luglio 1921)
11. The Wilds of Alaska (18 luglio 1921)
12. The Camp of the Charkas (25 luglio 1921)
13. The Secret Skull (1 agosto 1921)
14. The Desert Island (8 agosto 1921)
15. Home and Happiness (15 agosto 1921)

Considerata perduta, la pellicola è stata ritrovata: una copia incompleta in 35 mm, che va dal primo al dodicesimo episodio, si trova conservata negli archivi dell'UCLA Film and Television Archive